# 309e régiment d'artillerie
Pour les articles homonymes, voir 309e régiment.
Le 309e régiment d'artillerie (309e RA) est une ancienne unité d'artillerie française. Créé pendant la Première Guerre mondiale comme régiment d'artillerie lourde, il est recréé dans l'entre-deux-guerres comme régiment d'artillerie portée. Il combat au début de la Seconde Guerre mondiale, comme régiment d'artillerie à tracteurs tous terrains.

## Création et différentes dénominations
- 16 mars 1918 : création
- mai 1919 : dissous
- 1er janvier 1924 : recréation
- 1940 : dissous

## Chefs de corps
- 1918 - 1919 : lieutenant-colonel Merveilleux du Vignaux[1]
- 1919 : capitaine Bartin
- dissous
- 1924 - : lieutenant-colonel (puis colonel) Holtzapffel[2]
- 1928 - 1930 : lieutenant-colonel Olry
- 1930 - 1932 : lieutenant-colonel (puis colonel) Priou
- 1932 - 1936 : lieutenant-colonel (puis colonel) de Dieuleveult[3],[4]
- 1939 - 1940 : lieutenant-colonel de Morin

## Historique

### Première Guerre mondiale
Le 309e régiment d'artillerie lourde (309e RAL) est créé le 16 mars 1918 à partir d'un groupement formé des VIe et Xe groupes du 109e RAL et du IXe groupe du 113e RAL.
Le régiment combat sur le Front italien. Il est dissout en mai 1919.

### Entre-deux-guerres

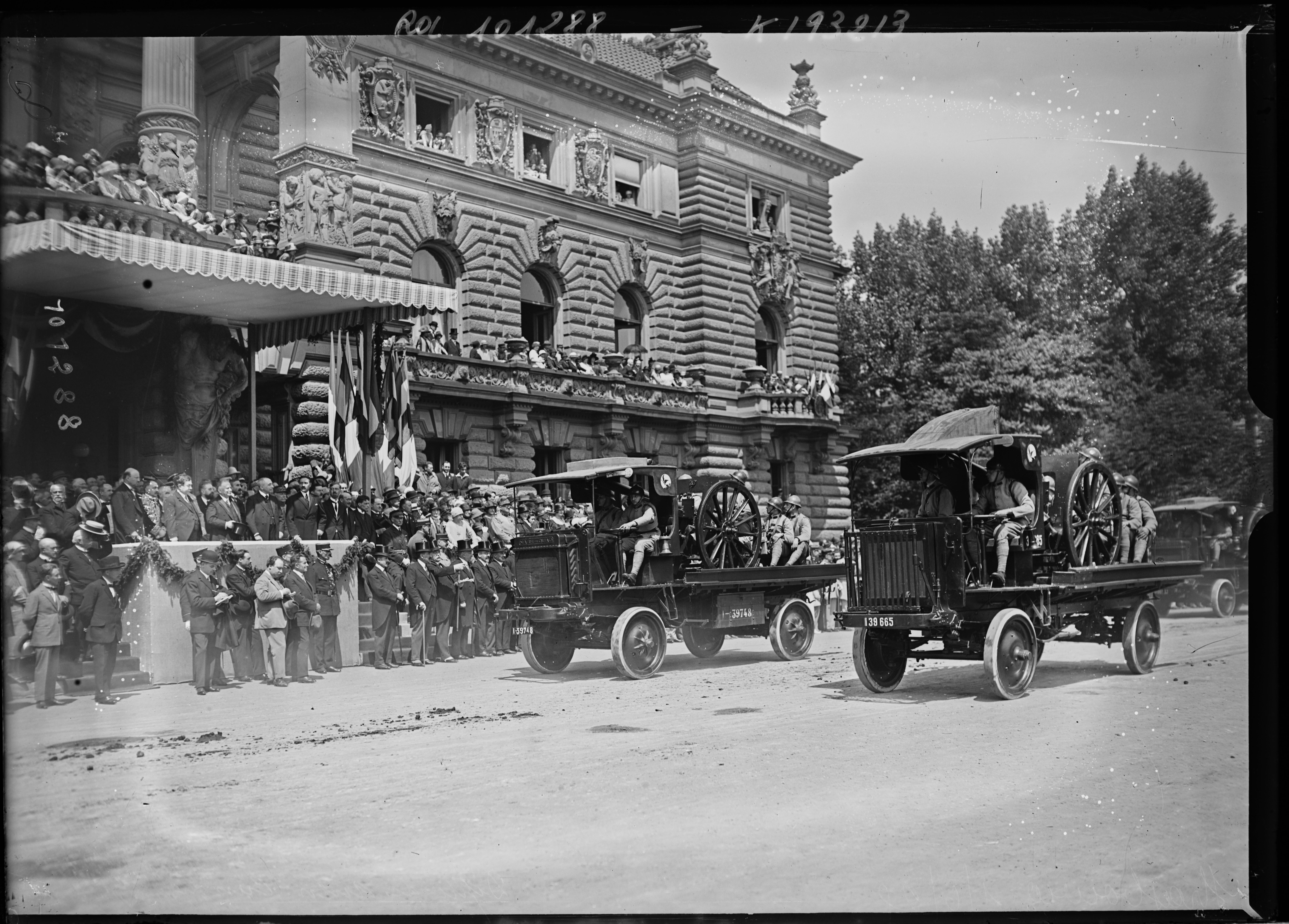
Défilé de deux canons de 75 portés du devant le Palais du Rhin le 1 juin 1925. Le camion de gauche est un Jeffery Quad, celui de gauche un Nash Quad.

Le 309e régiment d'artillerie portée est recréé le 1er janvier 1924 à partir du 60e régiment d'artillerie de campagne porté. Il est rattaché au 20e corps d'armée et est caserné à Strasbourg.

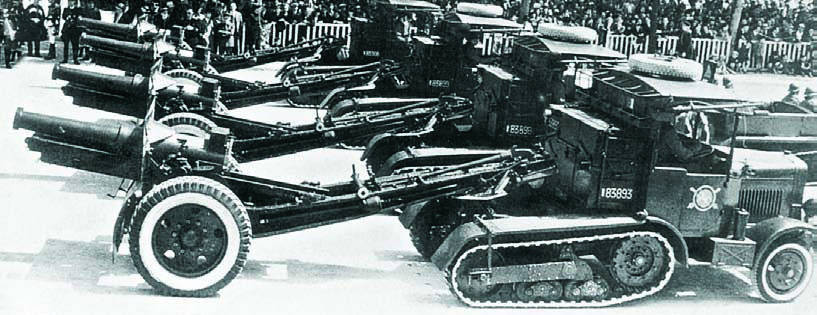
Canons de 155 CS et leurs tracteurs SOMUA MCG du lors du défile du 14/7/1939 à Strasbourg.

Rééquipé à partir de 1929 de tracteurs Citroën-Kégresse P10 et P17, il devient 309e régiment d'artillerie à tracteurs tous terrains (309e RATTT) le 1er avril 1930.

### Seconde Guerre mondiale
Initialement placé en Réserve générale, il rejoint la 2e division cuirassée (2e DCR) créée le 16 janvier 1940. Le même jour, le régiment est renforcé de la 652e batterie antichar, qui devient la 10e batterie antichar (BAC). Le 20 mars, le IIIe groupe du 309e RATTT devient IIe groupe du 319e RATTT.
Début mai 1940, le régiment est donc formé de deux groupes d'artillerie, avec 24 canons de 105 C modèle 1935 B (douze par groupe), d'une batterie antichar (BAC) avec huit canons de 47 antichar modèle 1937, d'une batterie hors-rang (BHR) et d'une colonne de ravitaillement (CR). Les véhicules spécifiques sont 78 tracteurs Citroën/Unic P107 (37 par groupe plus 4 à la BHR), dix tracteurs Citroën-Kégresse P17 (à la BAC, huit pour tracter les canons de 47 et deux pour les munitions), 24 voitures légères tout-terrain Laffly S15R (8 par groupe, 5 à la BAC et trois à la CR), huit dépanneuses SOMUA MCG (trois par groupe et deux à la BAC) et 6 dépanneuses Latil TAR H2 (deux par groupe et deux pour le ravitaillement).

Il combat avec la 2e DCR pendant la campagne de France.

## Étendard

Dessin du revers de l'étendard du d'artillerie.

Il porte, cousues en lettres d'or dans ses plis, les inscriptions suivantes :
- Lorraine 1914
- Ypres 1914
- Artois 1915
- Verdun 1916
- L'Aisne 1917

Ces inscriptions sont reprises de celles du 60e régiment d'artillerie[réf. nécessaire].
Le 309e RA garde les décorations du 60e RACP : croix de guerre 1914-1918 et fourragère aux couleurs de la médaille militaire. Il est cité à l'ordre de l'armée le 8 novembre 1941 et est donc également décoré de la croix de guerre 1939-1945[réf. souhaitée].

## Insigne
L'insigne du 309e régiment d'artillerie est repris de celui du 60e RACP. Créé pendant la Grande Guerre, ce dernier montre un canon de 75 ailé,.

L'insigne métallique dans sa version de 1933 insiste également sur la filiation avec le 60e RACP et porte la fourragère et la croix de guerre du régiment.

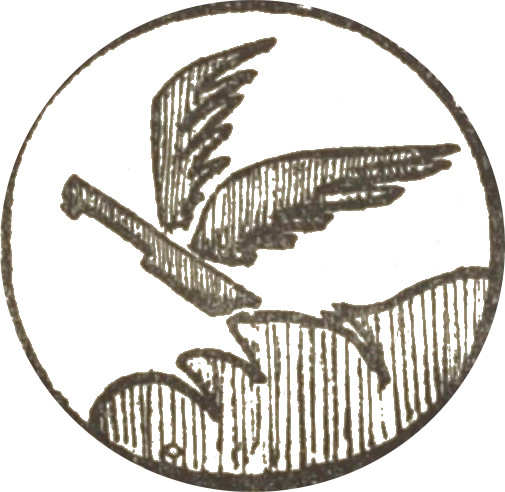
Insigne des véhicules du 60e RACP en 1918.
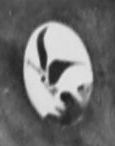
L'insigne du 309e RAP, photographié sur un véhicule en 1925.
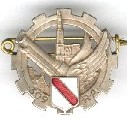
Insigne métallique du 309e RATTT en 1939-1940.

## Personnalités ayant servi au régiment
- René Olry, commande le régiment de 1928 à 1930.
- Jean-Jacques Hatt, y effectue son service militaire à partir de 1938.